# Michel Bruneau (cuisinier)
Vous venez d’apposer le modèle de débat d'admissibilité.
Avant toute chose, veuillez créer la page de débat correspondante en cliquant ici.
- Une fois la page de vote initialisée, rafraîchissez cette page, et le bandeau prendra son aspect définitif.
- Si votre débat d'admissibilité est groupé (le motif et l’argumentation doivent être les mêmes), modifiez cette page pour ajouter au modèle le paramètre « cat » suivi du nom de la page de discussion de l’article pour lequel la page de débat existe déjà (ex. : cat=Discussion:Nom_de_l'autre_article). Ensuite, suivez les nouvelles instructions qui apparaissent.
- Vous pouvez également utiliser le paramètre « type » pour faciliter l’accès aux critères d’admissibilité. Exemple : {{suppression|type=mot-clé}}. Liste des mots-clés existants : fiction, musique, art visuel, fanzine, jeu de société, porno, sportif, association, enseignement, société, site web, route, nombre, (Liste complète ici).

| 1. | Créez la page de débat d'admissibilité.                                                                      | Sauvegardez d’abord la page pour l’initialiser puis indiquez votre motivation.                    |
| 2. | Important : ajoutez une entrée dans la section Débat d'admissibilité du jour.                                | Utilisez ce texte : *{{L\|Michel Bruneau (cuisinier)}}                                            |
| 3. | Pensez à informer les contributeurs principaux de la page et les projets associés lorsque cela est possible. | Utilisez ce texte : {{subst:Avertissement débat d'admissibilité\|Michel Bruneau (cuisinier)}}~~~~ |

Pour les articles homonymes, voir Michel Bruneau et Bruneau.
Michel Bruneau est un chef cuisinier normand.
À l'âge de 15 ans, après l'école hôtelière, il fugue. Il enfourche sa mobylette et part en Ardèche rejoindre une cuisinière rencontrée en colonie de vacances. Il arrive à destination après une escapade de quatre jours. S’ensuit un tour de France via la Bretagne, le Midi, Paris et enfin la Normandie. Après un bref et frustrant passage dans la cuisine collective d'un institut médico-psychologique à Évrecy à proximité de Caen, il reprend l'affaire familiale avec sa femme Françoise. Cette échoppe devient la première Bourride, de 1972 à 1982 à Évrecy, qui déménage ensuite à Caen, dans le quartier du Vaugueux. 
Le restaurant La Bourride était réputé pour l'originalité de sa cuisine osant des mariages de goûts inédits, ainsi que pour un accueil en salle très chaleureux. L'établissement fut salué par deux étoiles au Guide Michelin et trois étoiles au Bottin gourmand.
En 2002, Michel Bruneau déménage au Mont-Saint-Michel et devient le conseiller du propriétaire de la Mère Poulard, Éric Vannier, un industriel qui a développé la marque autour de la figure de proue du Mont. Il en a été ensuite le chef cuisinier.
Parmi les élèves de Michel Bruneau, citons Franck Jourdan, qui dirige actuellement le restaurant Entre terre et mer à Douvres-la-Délivrande. Yvan Vautier étoilé Michelin dans son hôtel/restaurant éponyme à Caen, Christophe Marie PDG du groupe Loison Traiteur à Ouistreham, Pierre Moinet, enseignant au château de Mesnières, fut chef pâtissier à la Bourride de 1985 à 1988.